# MANA08
MANA08は、1972年の第5回東京レーシングカー・ショウのカスタムカー・コンテスト2年連続入賞と日本グランプリに参戦を目指して、三村健司が作成したフォーミュラ2（F2）マシン。
日本国内のレーシングカーコンストラクターが初めて製造したF2マシンで、海外のレース（アメリカのSCCA フォーミュラB）で優勝を果たした。
海外レースでの優勝も、国産マシンとしては、初めての快挙となった。

## 開発の経緯
1972年5月の日本グランプリ出場を目指して、1800㏄のコスワースFVCエンジンを搭載した本格的なF2マシン。
設計/製造も実戦参加を目指すことを主眼に、コンベンショナルなものとした。

## マシン概要

### ボディカウル
ボディは、運転席を戦闘機のキャノピーみたいな形状にしたウエッジシェイプのサイドラジエターで、フロントタイヤの前に左右対称のウイングを配置した時代の最先端を行くデザインを採用した。

### シャーシ
シャーシ構成は、フロント部はモノコック/リアは鋼管スペースフレームである。
フロントのモノコックは、アルミ合金（17S・T3）のt=1.5㎜厚によるツインチューブモノコックで、リアの鋼管スペースフレームと、φ10ボルト8本で結合されている。

### サスペンション
フロント：上下Aアームのダブルウイッシュボーンでダンパー/コイルばねはアウトボード。
リア：アッパーがIアーム、ロアがパラレルIアーム、上下ラジアスロッドの4リンク式を採用。ダンパー/コイルばねは、フロント同様アウトボードを採用。
三村独自の新設計として、レシオ交換可能ななステアリング・ギアボックス、軽合金製アップライト、ハーフ・シャフト等をオリジナルパーツとして作成した。
ミッションは、5速のヒューランドFG400を採用した。

### エンジン
制作当初は、1800㏄のコスワース・FVCを採用した。
アメリカのFBレース挑戦時には、エンジン規定（1600㏄以下のエンジン）対応のためフォード・ツインカムのBDAを使用した。
1973年の日本GPでは、コスワース・EAAを使用した。

## レース

### 1972年5月3日 日本GP
ボディカラーは紺色に黄色のステッチを入れたジーンズメーカーのリーバイス・カラーで、ドライバーは米山二郎で参戦。
予選は、ポールポジション（PP）のジョン・サーティース（サーティース・TS10/BDA）1分20秒80に対して、4秒遅れの9番手　１分24秒80
PPを取得したジョン・サーティースのサーティース・TS10と比較すると、エンジン出力で約20馬力低く、車重が約100㎏重たい状況であった。
決勝は、フライホイール止めのボルトが破損して1周でリタイヤした。

### 1972年9月17日ウィロースプリングス・レースウェイ
日本GPのあと、金子真彦に引き取られ、白色のボディカラーに変更され、アメリカのフォーミュラBレースに数戦参戦した。
ブルース・エグリントンのドライブで初出場して、接戦の末見事初優勝を獲得し、日本国内のレース関係者を驚かせた。

### 1973年5月3日 日本GP
1973年に日本に戻り、エンジンをコスワースEAAに乗せ換え、米山二郎のドライブで、リーバイス・カラーで日本GPに再挑戦した。マシン名は、MANA08Bとなった。
予選は、PPのバーン・シュパン（マーチ・722/BDA）1分32秒57に対して、エンジン不調で12位3分14秒85
　
予選時からエンジン不調に見舞われ、決勝でも調子が戻らず、リタイヤは免れたが10周遅れの10位完走となった。
その後のレース参戦は、ない。